# 賽馬會匯豐世界自然(香港)基金會海下灣海洋生物中心

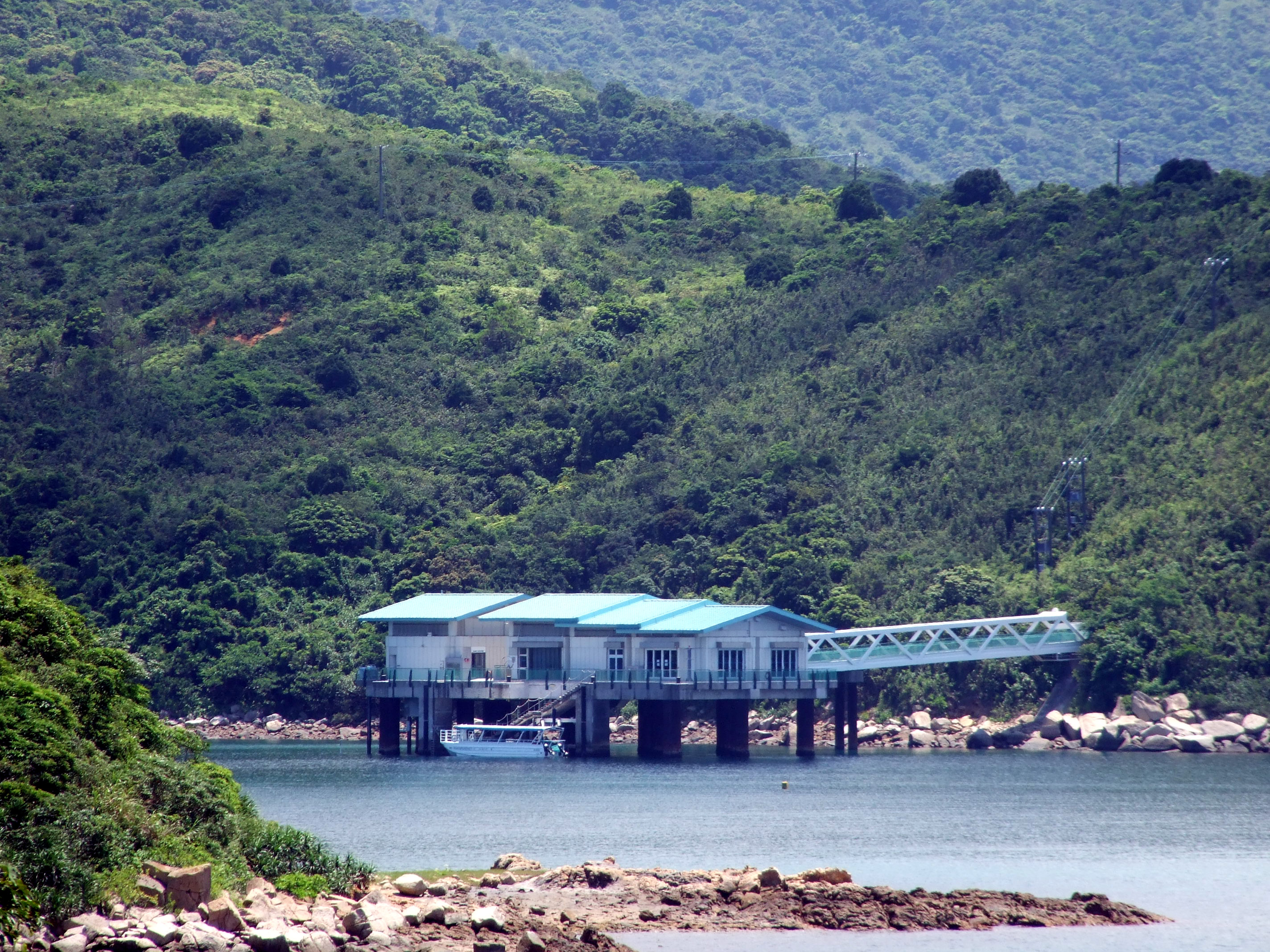
海下灣海洋生物中心

賽馬會匯豐世界自然 (香港) 基金會海下灣海洋生物中心簡稱、通稱海下灣海洋生物中心，位於香港西貢西郊野公園的北端，海下灣在1996年7月成為香港首批海岸公園，生物中心於2003年成立，建築在沒有珊瑚生長的海床上，總面積達834平方米，內部裝修工程於2007年10月完成。

## 相關參見
- 世界自然(香港)基金會
- 元洲仔自然環境保護研究中心
- 斯科特野外研習中心
- 米埔沼澤野生生物教育中心